# Adalberto Sena

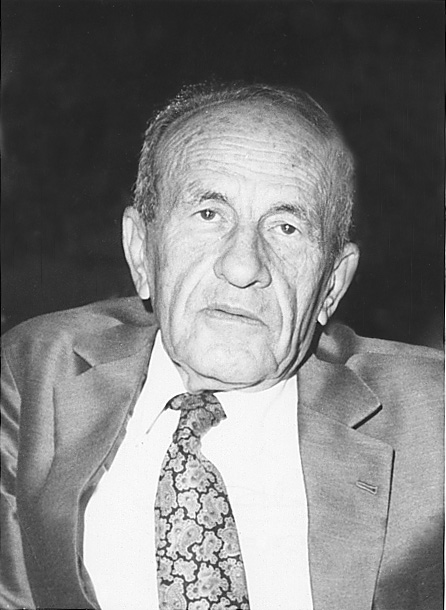
Adalberto Sena

Adalberto Correia Sena (* 3. September 1901 in Cruzeiro do Sul, Acre; † 21. Januar 1982 in Rio de Janeiro) war ein brasilianischer Politiker, der unter anderem zwischen 1963 und seinem Tode 1982 Mitglied des Bundessenats war.

## Leben
Adalberto Correia Sena absolvierte nach dem Besuch des Colégio Pedro II in Rio de Janeiro ein Studium der Medizin an der Universidade Federal do Rio de Janeiro (UFRJ) und war zwischen 1926 und 1926 Delegierter für Hygiene und Gesundheit in seiner Geburtsstadt Cruzeiro do Sul sowie zwischen 1931 und 1937 Inspektor für Sekundarbildung im Bildungsministerium, ehe er von 1937 bis zu seinem Eintritt in den Ruhestand 1963 Technischer Mitarbeiter des Bildungsministeriums war. Zeitweise unterrichtete er als Lehrer für Naturgeschichte, Physik und Chemie an Privatschulen in Rio de Janeiro. Er fungierte zwischen 1946 und 1958 als Leiter der Sektionen für Lehr- und Verwaltungspersonal sowie Beratung und Unterstützung der Direktion für Sekundarschulbildung sowie von 1951 bis 1953 und erneut zwischen 1957 und 1958 als stellvertretender Leiter der Direktion für Sekundarschulbildung im Bildungsministerium.
Zwischenzeitlich fungierte Sena, der von 1950 bis 1958 der Brasilianischen Arbeiterpartei PTB (Partido Trabalhista Brasileiro) als Mitglied an, zwischen 1953 und 1954 Generalsekretär der Regierung des ehemaligen Territoriums Acre und amtierender Gouverneur desselben Territoriums. Er gehörte von 1960 bis 1961 der Verwaltungskommission für das Bildungssystem CASEB (Comissão de Administração do Sistema Educacional de Brasília) als Mitglied an und war im Anschluss 1961 Kabinettschef des Bildungsministers, ehe er zwischen 1962 und 1964 als Präsident des Bildungsrates des Bundesdistrikts (Distrito Federal do Brasil) von Brasília fungierte. Nachdem er aus der PTB ausgetreten war, war er von 1958 bis 1962 erst Mitglied der Nationalen Demokratischen Union UDN (União Democrática Nacional) und im Anschluss von 1962 bis 1965 erneut PTB-Mitglied. Nach seinem Tode wurde Laélia de Alcântara neue Bundessenatorin für Acre.
1963 wurde Sena für die PTB erstmals Mitglied des Bundessenats (Senado Federal) und gehörte diesem als Vertreter des Bundesstaates Acre in der 42. bis 46. Legislaturperiode bis zu seinem Tode 1982 an, wobei er zwischen 1966 und 1979 der Brasilianischen Demokratischen Bewegung MDB (Movimento Democrático Brasileiro) sowie zuletzt von 1980 bis 1982 der aus der MDB hervorgegangenen Partei der Demokratischen Bewegung PMDB (Partido do Movimento Democrático Brasileiro) angehörte.
Für seine Verdienste wurde Adalberto Sena 1964 Kommandeur der des Verdienstordens der Luftfahrt (Ordem do Mérito da Aeronáutica) sowie 1973 Großoffizier des Ordens des Nationalkongresses (Ordem do Congresso Nacional).

## Veröffentlichungen
- Legislação Brasileira de Ensino Secundário, 1939
- A Instituição Parlamentar na América Latina: Realidade e Perspectiva, 1971
- Horto Botânico para o Segundo Ciclo Secundário, 1971
- Ruy Carneiro: Consagrado pelo Senado, 1972
- Quinto Aniversário do Falecimento do Marechal João Batista Mascarenhas de Moraes, 1973